# Calliopsis xenus
Calliopsis xenus är en biart som först beskrevs av Rozen 1958.  Calliopsis xenus ingår i släktet Calliopsis och familjen grävbin. Inga underarter finns listade.